# Алещенко, Михаил Степанович
Михаи́л Степа́нович Алещенко (22 августа 1915 — 22 сентября 1981, Москва) — советский скульптор, заслуженный художник РСФСР (1977). Член Союза художников СССР (1953)

## Биография
В 1935 году окончил школу фабрично-заводского ученичества в посёлке Эртиль, в том же году переехал в Москву.
Участник Великой Отечественной войны. В 1949 году окончил Московский институт прикладного и декоративного искусства, скульптурное отделение.
Кандидат искусствоведения (1953).
С 1962 по 1967 год член группы художников, возглавляемой Е. В. Вучетичем, по созданию мемориального ансамбля на Мамаевом кургане в Волгограде.
Персональные выставки прошли в Москве в 1974, 1975, 1983 годах. Работы Михаила Алещенко находятся в Орловской картинной галерее, Эртильском краеведческом музее и др.
Похоронен на Ваганьковском кладбище (24 уч.).

## Память
В 1996 году именем скульптора названа улица в Эртиле.

## Известные работы
Памятник Михаилу Васильевичу Ломоносову в Северодвинске (1 ноября 1958 года, архитектор М. Д. Насекин)